# Tros de la Llebre
El Tros de la Llebre és un camp de conreu del Pallars Jussà del terme municipal de Conca de Dalt, a l'antic terme de Claverol, en terres del poble de Sant Martí de Canals. És a ponent de Sant Martí de Canals, al nord de la carretera de Sant Martí de Canals, a migdia de les Carants i al sud-oest del cementiri de Sant Martí de Canals, al nord-oest de Trullars.